# Jack Curtis (acteur)
Pour les articles homonymes, voir Curtis.
Jack Curtis est un acteur américain, né le 28 mai 1880 à San Francisco, et mort le 16 mars 1956 à Hollywood (Californie).

## Filmographie
- 1915 : Graft : Murphy
- 1915 : Tainted Money de Ulysses Davis
- 1915 : The Long Chance : Eatinghouse Oscar
- 1916 : A Romance of Billy Goat Hill : Sheely
- 1916 : It Happened in Honolulu : Detective Boggs
- 1916 : Secret Love : Don Lowrie
- 1916 : Le Géant de la forêt (The End of the Rainbow) de Jeanie Macpherson et Lynn Reynolds : Thursday Simpson
- 1916 : The Girl of Lost Lake : Abner Clark
- 1916 : The Iron Hand : Connors
- 1916 : Her Great Part de Lynn Reynolds : Rupert St. John
- 1916 : The Secret of the Swamp : le shérif
- 1916 : The Way of the World de Lloyd B. Carleton : Peter Sturton
- 1916 : The Yaqui : Martinez
- 1916 : Two Men of Sandy Bar : Pritchard
- 1917 : Broadway Arizona de Lynn Reynolds  : Jack Boggs
- 1917 : Mr. Opp : John Mathews
- 1917 : Mutiny : Aaron Whitaker
- 1917 : Nature triomphante : Oracle Jack
- 1917 : Le Gisement du Père Morgan (Southern Justice) de Lynn Reynolds : Roger Appleby
- 1917 : The Firefly of Tough Luck : Happy Jack Clarke
- 1917 : The Greater Law : Laberge
- 1917 : Le Piège (Until They Get Me) : Kirby
- 1917 : Up or Down? : 'Texas' Jack
- 1918 : Free and Equal : fiancé de Margaret
- 1918 : Little Red Decides de Jack Conway
- 1918 : Marked Cards : Pat Shannon
- 1918 : Mr. Logan, U.S.A. : Acteur
- 1918 : The Golden Fleece : Bainge
- 1918 : The Hard Rock Breed : Lynch Dolan
- 1918 : The Last Rebel (The Last Rebel) : Pensinger Gale
- 1918 : Wolves of the Border : Pete Wright
- 1919 : Un nid de serpents (Treat 'Em Rough) de Lynn Reynolds : John Stafford
- 1919 : Dégradation (The Brute Breaker) de Lynn Reynolds : Annette's Father
- 1919 : Hell-Roarin' Reform : Baxter
- 1919 : Man's Desire : Bull Larkin
- 1919 : The Coming of the Law : juge Graney
- 1919 : The Pest de Christy Cabanne : Asher Blodgett
- 1919 : The Speed Maniac (en) d'Edward LeSaint : Red Morgan
- 1920 : Desert Love : The Wolf
- 1920 : Seeds of Vengeance : Kip Ryerson
- 1920 : The Courage of Marge O'Doone : Brokaw
- 1920 : The Devil's Riddle
- 1920 : The Gift Supreme : Muggs Rafferty
- 1920 : The Hell Ship : Jaeger
- 1921 : Beach of Dreams : Bompard
- 1921 : Les Chasseurs de baleines : Bentley
- 1921 : Steelheart (en) : « Butch » Dorgan
- 1921 : The Flower of the North : Blake
- 1921 : The Servant in the House : Robert Smith, l'égoutier
- 1921 : The Torrent : Red Galvin
- 1921 : Un homme libre : Jed
- 1921 : Un héros malgré lui (An Unwilling Hero) de Clarence G. Badger  : Boston Harry
- 1922 : Caught Bluffing : Pete Scarr
- 1922 : Haine et amour : McKinstry
- 1922 : His Back Against the Wall : Lew Shaler
- 1922 : Son défenseur : Spunk Lemm
- 1922 : The Long Chance : « Borax » O'Rourke
- 1922 : The Silent Vow : « Sledge » Morton
- 1922 : Une femme de tête (Two Kinds of Women) de Colin Campbell : Chris Quinnion
- 1923 : Canyon of the Fools : Maricopia
- 1923 : Dangerous Trails (en) d'Alan James : Wang
- 1923 : Face au devoir : Capt. Bilker
- 1923 : La Brebis égarée : Bill Nolan
- 1923 : Quicksands de Jack Conway : Membre du cercle
- 1923 : Reno, la ville du divorce : Hod Stoat
- 1923 : T'excite pas (Soft Boiled) de John G. Blystone : le contremaître du ranch
- 1923 : The Day of Faith : Red Johnson
- 1923 : Times Have Changed : Dirty Dan
- 1924 : Le Capitaine Blood (Captain Blood) : Wolverstone
- 1924 : Fighter's Paradise
- 1924 : Les Rapaces : McTeague Sr. (non crédité)
- 1925 : Dick le vengeur : Bush McTaggart
- 1925 : Le Réprouvé (Durand of the Bad Lands) de Lynn Reynolds : acteur
- 1925 : The Shadow on the Wall : Bleary
- 1925 : The Wedding Song : George Pappadoulos
- 1925 : Baree, Son of Kazan : Bush McTaggart ; film perdu, d'après le roman de James Olivier Curwood
- 1926 : Hearts and Fists : Gus Brent
- 1926 : La Terreur du Texas : Jiggs
- 1926 : Lucky Fool : Anthony's Cellmate
- 1926 : The Gypsy Romance
- 1927 : Brass Knuckles : Murphy
- 1927 : Captain Salvation : First Mate of the 'Panther' (non crédité)
- 1927 : Jaws of Steel : Thomas Grant Taylor
- 1927 : Through Thick and Thin : 'Red' Grimley
- 1927 : Wolf's Clothing : Marin
- 1928 : La Danseuse captive (Scarlet Seas) de John Francis Dillon : Toomey
- 1929 : The Love Racket (en) de William A. Seiter : John Gerrity
- 1929 : The Phantom in the House : 'Biffer' Bill
- 1929 : The Show of Shows : Performer in 'The Pirate' Number
- 1930 : Hold Everything : Murph Levy
- 1930 : La Piste des géants : Pioneer (non crédité)
- 1930 : Mammy : Sheriff Tremble
- 1930 : Moby Dick : First Mate (non crédité)
- 1930 : Sous le ciel du Texas : Buck Johnson
- 1930 : The Dawn Trail : Forgeron Hank (non crédité)
- 1930 : The Love Trader (en) : Marin
- 1931 : Frankenstein de James Whale : Villager (non crédité)
- 1931 : The Deadline : Dan Shores (non crédité)
- 1931 : Le Ranch de la terreur (The Range Feud) : Charlie - Barman (non crédité)
- 1932 : Between Fighting Men : Jack - Saloon Owner (non crédité)
- 1932 : Je suis un évadé : Prison Guard (non crédité)
- 1932 : L'Aigle blanc : le propriétaire du Saloon (non crédité)
- 1932 : La Femme de Monte Carlo : Boatswain
- 1932 : One Man Law : Sheriff (non crédité)
- 1932 : Play Girl de Ray Enright : Carpenter in Hardware Department (non crédité)
- 1933 : Liliane : Speakeasy Customer (non crédité)
- 1934 : Le Grand Barnum : Homme au musée (non crédité)
- 1934 : Le tourbillon : Policeman (non crédité)
- 1934 : Monte Carlo Nights (en) de William Nigh : Butch Meeker - Convict (non crédité)
- 1934 : New York-Miami de Frank Capra : Policeman (non crédité)
- 1934 : The Prescott Kid : Bartender Jack (non crédité)
- 1935 : Émeutes : capitaine (non crédité)
- 1935 : Escape from Devil's Island (en) d'Albert S. Rogell : garde (non crédité)
- 1935 : Ginger : client du bar (non crédité)
- 1935 : Justice of the Range (en) de David Selman (en) : barman Mike (non crédité)
- 1935 : La Fiancée de Frankenstein, de James Whale : Hunter (non crédité)
- 1935 : Lawless Range : Marshal
- 1935 : Les Misérables : Gendarme in Prefect's Office (non crédité)
- 1935 : One-Way Ticket : Convict (non crédité)
- 1935 : Sixième Édition : Heavy Juror (non crédité)
- 1935 : Square Shooter : Jack - Bartender (non crédité)
- 1935 : The Rainmakers : Railroad Man (non crédité)
- 1935 : Ville sans loi : Drunken Miner (non crédité)
- 1935 : Les Loups du désert (Westward Ho) de Robert N. Bradbury : Ballard
- 1936 : C'était inévitable : Workman (non crédité)
- 1936 : La Rivière écarlate (King of the Pecos) de Joseph Kane : Sheriff (non crédité)
- 1936 : La Charge de la brigade légère : Sepoy (non crédité)
- 1936 : La Fille du bois maudit : Store Clerk (non crédité)
- 1936 : Le Chant des cloches : Bum (non crédité)
- 1936 : Road Gang : Garde (non crédité)
- 1936 : Silly Billies : Pioneer (non crédité)
- 1936 : White Fang : Posse Member (non crédité)
- 1937 : Hollywood Hotel : Invité at Orchid Room (non crédité)
- 1938 : Menaces sur la ville : Mourner (non crédité)
- 1939 : Bad Little Angel : Townsman (non crédité)
- 1939 : La Chevauchée fantastique : barman (non crédité)
- 1939 : Le Fils de Frankenstein : acteur (non crédité)
- 1939 : Terreur à l'ouest : Townsman (non crédité)
- 1940 : Capitaine Casse-Cou : Marin (non crédité)
- 1940 : West of Carson City : barman (non crédité)
- 1941 : Among the Living : Mill Worker (non crédité)
- 1941 : Citizen Kane d'Orson Welles  : Boss Printer (non crédité)
- 1942 : Billy the Kid Trapped : forgeron (non crédité)
- 1943 : Les Desperados : Party Invité (non crédité)
- 1943 : Two Fisted Justice (en) : Stage Passenger (non crédité)
- 1945 : Les Amours de Salomé : barman (non crédité)
- 1945 : San Antonio : Barfly (non crédité)
- 1945 : Song of the Sarong : conseiller (non crédité)
- 1945 : The Topeka Terror : Lyncher (non crédité)
- 1946 : La Poursuite infernale : barman (non crédité)
- 1946 : Le Passage du canyon : Settler (non crédité)
- 1946 : L'Impératrice magnifique (Magnificent Doll) : Edmund (non crédité)
- 1946 : Rustlers Round-Up : Ranch hand (non crédité)
- 1947 : Deux Nigauds et leur veuve : Townsman (non crédité)
- 1947 : L'Exilé : joueur de carte (non crédité)
- 1947 : Michigan Kid : Barman (non crédité)
- 1948 : Le Fils du désert : Barman (non crédité)
- 1949 : L'Héritage de la chair : Townsman (non crédité)
- 1949 : Ma and Pa Kettle : Party Invité (non crédité)
- 1950 : Colt .45 : Townsman (non crédité)
- 1950 : Harvey de Henry Koster  : rôle secondaire (scènes supprimées)
- 1950 : Le Kid du Texas (The Kid from Texas) de Kurt Neumann : Townsman (non crédité)

## Courts-métrages
- 1915 : In the Heart of the Hills de Burton L. King
- 1915 : In the Sunset Country
- 1915 : Liquor and the Law
- 1915 : Mr. Buttles
- 1915 : The Cry of the First Born
- 1915 : The Valley of Regeneration
- 1916 : Her Great Part
- 1916 : The Iron Rivals
- 1916 : The Torrent of Vengeance
- 1917 : A Prairie Romeo
- 1924 : Romeo and Juliet
- 1934 : Southern Exposure (en)